# Judith (rivière)
Pour les articles homonymes, voir Judith.
 (avril 2014).
Si vous disposez d'ouvrages ou d'articles de référence ou si vous connaissez des sites web de qualité traitant du thème abordé ici, merci de compléter l'article en donnant les références utiles à sa vérifiabilité et en les liant à la section « Notes et références ».
La rivière Judith est un affluent de la rive droite de la rivière Missouri d'environ 200 km de long, coulant dans le centre de l'État du Montana aux États-Unis. 

## Origine du nom
Les Crows ont appelé cette voie navigable le Buluhpa’ashe, ce qui signifie « rivière de prunes ». Le capitaine Meriwether Lewis l'a baptisé le Bighorn. La rivière doit son nom actuel à William Clark, un des membres de l'expédition Lewis et Clark, qui explora le nord-ouest des États-Unis de 1804 à 1806. Il trouva l'eau de la rivière particulièrement claire et décida de la nommer Judith en honneur d'une jeune fille qu'il espérait épouser à son retour de voyage.

## Géographie
La rivière prend sa source sur le versant oriental des montagnes little belt et coule en direction du nord-est, n'arrosant que de modestes localités. Elle est rejointe par son principal affluent, le Dry Dog Creek, dans le nord du comté de Fergus. Elle se jette dans le Missouri dans la région de White Cliffs. 

### Paléontologie
La rivière est surtout connue pour la grande quantité de fossiles datant de la fin du Crétacé, notamment des fossiles de tyrannosaurus, de edmontosaurus et de styracosaurus, qui ont été trouvés dans son bassin. Elle a donné son nom à un groupe de gisements riches en fossiles de dinosaures qui s'étend du Montana au sud de l'Alberta et de la Saskatchewan.